# امستلدارپ
امستلدارپ (به هلندی: Amsteldorp) یک سکونتگاه مسکونی در هلند است که در آمستردام واقع شده‌است.